# Élections fédérales canadiennes de 1900
L'élection fédérale canadienne de 1900 se déroule le 7 novembre 1900 afin d'élire les députés de la neuvième législature à la Chambre des communes du Canada. Il s'agit de la neuvième élection générale depuis la confédération canadienne en 1867. À la suite de cette élection, le Parti libéral du Canada, mené par Wilfrid Laurier, est reconduit au pouvoir avec un second gouvernement majoritaire, défaisant le Parti conservateur dirigé par Charles Tupper.

## Résultats

### Pays
|                                                                                 |                          |                          |                 |        |        |         |         |         |         |
| Parti                                                                           | Parti                    | Chef                     | Nb de candidats | Sièges | Sièges | Sièges  | Voix    | Voix    | Voix    |
| Parti                                                                           | Parti                    | Chef                     | Nb de candidats | 1896   | Élus   | Diff.   | #       | %       | Diff.   |
|                                                                                 | Libéral                  | Wilfrid Laurier          | 209             | 117    | 128    | +9,4 %  | 477 758 | 50,25 % | +8,88 % |
|                                                                                 | Conservateur             | Charles Tupper           | 193             | 83     | 69     | -16,9 % | 410 953 | 43,22 % | -1,18 % |
|                                                                                 | Libéral-conservateur     | Charles Tupper           | 11              | 15     | 10     | -33,3 % | 27 377  | 2,88 %  | -0,89 % |
|                                                                                 | Indépendant              | Indépendant              | 12              | 1      | 3      | +200 %  | 13 307  | 1,40 %  | -0,03 % |
|                                                                                 | Conservateur indépendant | Conservateur indépendant | 4               | 4      | 1      | -75 %   | 10 081  | 1,06 %  | -0,20 % |
|                                                                                 | Libéral indépendant      | Libéral indépendant      | 3               | 1      | 1      | -       | 4 895   | 0,51 %  | +0,27 % |
|                                                                                 | Travailliste indépendant | Travailliste indépendant | 1               | *      | 1      | *       | 3 441   | 0,36 %  | *       |
|                                                                                 | Travailliste             |                          | 3               | *      | -      | *       | 2 924   | 0,31 %  | *       |
|                                                                                 | Inconnu                  | Inconnu                  | 1               | -      | -      | -       | 27      | x       | -0,17 % |
| Total                                                                           | Total                    | Total                    | 437             | 229    | 213    | -7,0 %  | 950 763 | 100 %   |         |
| Sources : http://www.elections.ca — Historique des circonscriptions depuis 1867 |                          |                          |                 |        |        |         |         |         |         |

Notes :
* N'a pas présenté de candidats lors de l'élection précédente
x - moins de 0,005 % des voix.

### Par province
| Parti                                 | Parti                    | Parti        | C-B  | TNO  | MB   | ON   | QC   | NB   | N-É  | ÎPE  | Total |
| ------------------------------------- | ------------------------ | ------------ | ---- | ---- | ---- | ---- | ---- | ---- | ---- | ---- | ----- |
|                                       | Libéral                  | Sièges :     | 41   | 4    | 2    | 34   | 57   | 9    | 15   | 3    | 128   |
|                                       | Libéral                  | Voix (%) :   | 49,1 | 55,1 | 42,9 | 46,7 | 56,3 | 51,9 | 51,7 | 51,8 | 50,3  |
|                                       | Conservateur             | Sièges :     | 2    | -    | 3    | 47   | 8    | 3    | 5    | 1    | 69    |
|                                       | Conservateur             | Voix (%) :   | 40,9 | 44,9 | 35,3 | 44,9 | 43,6 | 35,6 | 44,9 | 39,4 | 43,2  |
|                                       | Libéral-conservateur     | Sièges :     |      |      |      | 7    |      | 2    | -    | 1    | 10    |
|                                       | Libéral-conservateur     | Voix (%) :   |      |      |      | 3,8  |      | 8,1  | 3,4  | 8,8  | 2,9   |
|                                       | Indépendant              | Sièges :     |      |      | 1    | 2    | -    | -    |      |      | 3     |
|                                       | Indépendant              | Voix (%) :   |      |      | 13,5 | 1,7  | 0,2  | 0,3  |      |      | 1,4   |
|                                       | Conservateur indépendant | Sièges :     |      |      |      | 1    |      | -    |      |      | 1     |
|                                       | Conservateur indépendant | Voix (%) :   |      |      |      | 1,7  |      | 4,2  |      |      | 1,1   |
|                                       | Libéral indépendant      | Sièges :     |      |      |      | 1    |      |      |      |      | 1     |
|                                       | Libéral indépendant      | Voix (%) :   |      |      |      | 1,1  |      |      |      |      | 0,5   |
|                                       | Independent Labour       | Sièges :     |      |      | 1    |      |      |      |      |      | 1     |
|                                       | Independent Labour       | Voix (%) :   |      |      | 8,2  |      |      |      |      |      | 0,4   |
| Total sièges                          | Total sièges             | Total sièges | 6    | 4    | 7    | 92   | 65   | 14   | 20   | 5    | 213   |
| Partis n'ayant remporté aucun siège : |                          |              |      |      |      |      |      |      |      |      |       |
|                                       | Travailliste             | Voix (%) :   | 10.0 |      |      | 0.1  |      |      |      |      | 0.3   |
|                                       | Inconnu                  | Voix (%) :   |      |      |      |      | xx   |      |      |      | xx    |

Notes :
- xx : moins de 0,05 % des voix